# Anton Wołczenkow
Anton Aleksiejewicz Wołczenkow (ros. Антон Алексеевич Волченков; ur. 25 lutego 1982 w Moskwie) – rosyjski hokeista. reprezentant Rosji, dwukrotny olimpijczyk.
Jego ojciec Aleksiej (1953-2011) także był hokeistą.

## Kariera
- CSKA Moskwa (1999-2000)
- Krylja Sowietow Moskwa (2000-2002)
- Ottawa Senators (2002-2004)
- Binghamton Senators (2004-2005)
- Ottawa Senators (2005-2010)
- New Jersey Devils (2010-2014)
  -  Torpedo Niżny Nowogród (2012-2013)
- Nashville Predators (2014-2015)
- Admirał Władywostok (2016-2018)
- Torpedo Niżny Nowogród (2018-2020)

Wychowanek CSKA Moskwa. Wieloletni zawodnik Ottawa Senators. Od lipca 2010 zawodnik New Jersey Devils, związany sześcioletnim kontraktem. Od września 2012 do stycznia 2013 związany kontraktem z Torpedo Niżny Nowogród. Od lipca 2014 zawodnik Nashville Predators. Od maja 2016 do początku lutego 2018 zawodnik Admirała Władywostok. Pod koniec maja 2018 powrócił do Torpedo Niżny Nowogród.
Uczestniczył w turniejach mistrzostw świata w 2002, 2009, Pucharu Świata 2004 oraz zimowych igrzysk olimpijskich 2006, 2010.

## Sukcesy
Reprezentacyjne
- Srebrny medal mistrzostw świata juniorów do lat 18: 2000
- Złoty medal mistrzostw świata juniorów do lat 20: 2002
- Srebrny medal mistrzostw świata: 2002
- Złoty medal mistrzostw świata: 2009

Klubowe
- Mistrzostwo dywizji NHL: 2003, 2006 z Ottawa Senators
- Mistrzostwo konferencji NHL: 2006 z Ottawa Senators, 2012 z New Jersey Devils

Indywidualne
- NHL YoungStars Game: 2003
- AHL All-Star Classic: 2005
- KHL (2018/2019): piąte miejsce w klasyfikacji strzelców wśród obrońców w fazie play-off (3)

Wyróżnienie
- Zasłużony Mistrz Sportu Rosji w hokeju na lodzie: 2002